# Кеті Стефанідіс
Кеті Стефанідес (грец. Καίτη Φασουλιώτου-Στεφανίδου; (1925 , Лімасол, Лімасол  — 24 березня 2012 ) — кіпріотська художниця, представниця модерністського руху другої половини 20-го століття та першого десятиліття 21-го століття. У 1972 році провела свою першу персональну виставку. Продовжувала брати участь у виставках до 2003 року. Її роботи є в колекціях Візантійського музею архієпископа Макаріоса III, Художнього музею Лукії та Міхалакіса Замбеласа, Муніципальної художньої галереї Лімасола та Державної галереї сучасного кіпрського мистецтва.

## Ранній життєпис
Кеті Фасуліотіс народилася в 1925 році в Лімасолі на Кіпрі. у родині Тасули та Паноса Фасуліотіса.   Її батько був редактором газети Observer (Paratiritis), брата Джорджа Фасуліотіса — карикатуриста газети The Laugh (До Геліо).   З дитинства Кеті полюбляла малювати  і її заохочували розвивати свої таланти.  Між 1948 та 1955 роками навчалася в Афінській школі витончених мистецтв, відвідуючи курси живопису в Умбертоса Аргіроса та Янніса Мораліса. Окрім того, вивчала історію мистецтва у Панделіса Превелакіса .   Після закінчення школи Фасуліотіс переїхала до Лондона, щоб відвідувати уроки в Школі мистецтв Святого Мартіна  і вивчати мистецтво в музеях і галереях Лондона та Парижа до 1960 року  

## Кар'єра
Завершивши навчання Стефанідес повернулася на Кіпр у 1961 році та почала кар'єру вчителя мистецтв у середній школі, викладаючи протягом наступних двадцяти п'яти років.  Того ж року вона брала участь у виставці, організованій журналом Κυπριακά Χρονικά (Кіпрські хроніки) під назвою «Кіпрські художники» та проходила в Афінах. Її роботи на цьому ранньому етапі її творчості відображали ранні модерні течії в міжнародному мистецтві 1950-х та 1960-х років, демонструючи вплив кубізму таких художників, як Поля Сезанна, Андре Лоте та Казимира Малевича . 
У середині 1960-х років вона вийшла заміж за письменника та художника Тасоса Стефанідіса, у шлюбі з яким народилося двоє дітей: Панос, який став художником, та Марина,  яка пізніше стала письменницею. 
Протягом наступного десятиліття Кеті Стефанідіс брала участь у численних місцевих і міжнародних виставках, включаючи бієнале Александрійського музею образотворчого мистецтва 1963 року; Виставку Інституту Співдружності 1970 року « Сучасне кіпрське мистецтво», яка демонструвалася в Единбурзі та Лондоні; та Бієнале мистецтв у Сан-Паулу в Бразилії 1971 року.  У 1972 році Стефанідес провела свою першу персональну виставку в галереї Акрополя в Нікосії. Більшість представлених робіт були геометричними абстракціями, які демонстрували вплив таких художників, як Наум Габо, Піт Мондріан та Софі Тойбер-Арп, але інші твори чітко охоплювали рух оп-арт та мінімалізм 1960-х років. Їй було цікаво відійти від представлення конкретних об'єктів чи природи, натомість досліджуючи суть руху та форми в просторі шляхом дослідження кольору, форми та текстури. 
У 1974 році, після кіпрського державного перевороту, стиль Стефанідес змінився, і вона почала вводити посилання на історію Греції до своїх мистецьких творів як політичну позицію.  Особливо стурбована тим, як війна впливає на жінок, в її роботах почали з'являтися стилізовані жіночі форми в більш експресіоністській манері.    Використовуючи символіку в своїх картинах, як-от зображення Афродіти та гори Кіренії, вона використовувала грецькі наративи, як демонстрацію відстороненості та відокремленості Кіпру від елліністичного минулого. Також вона своїми картинами звертала увагу на наслідки турецького вторгнення на Кіпр, які відбувалися в той час.  
У 1978 році Стефанідес провела свою другу персональну виставку в галереї Zygos у Нікосії, де були представлені як деякі з її колишніх робіт, так і нова серія під назвою «Глибина світу», яка показала її новий стиль, що зосереджував увагу на неідентифікованих жіночих фігурах і обмеженнях, які накладають на людей світові події.  На її третій персональній виставці, що відбулася в 1982 році, мистецтво Стефанідес охоплює сюрреалізм  та поп-арт .  Протягом 1980-х років вона продовжувала досліджувати ідею обмежень, накладених на жінок у суспільстві, використовуючи символи, такі як телефон або дорожні знаки, щоб повідомити про ці обмеження.  На час її 4-ї персональної виставки в 1988 році, що відбулася в галереї Апокаліпсису Нікосії, у своїх мистецьких роботах художниця досліджувала гру кольорів, зміни форми та руху, залучаючи експресіоністський підхід. 
Роботи Стефанідіс повернулися до чистої абстракції на її 5-й персональній виставці, що відбулася в галереї Morfi в Лімассолі, і тим більше на її 6-й персональній виставці в галереї Апокаліпсису, де в своїх роботах зосередила увагу на плавних яскравих кольорах у плоскому просторі, позбавленому глибини та об'єму.  На своїй виставці 1998 року в Галереї Апокаліпсису Стефанідес представила тематичні елементи традиційної ручної роботи, такі як гобелени та вишивка. Поєднуючи принципи образотворчого та народного мистецтва, вона використовувала мотиви для представлення жіночності.  У 2003 році на виставці « Метаморфози», організованій у галереї «Арго» в Нікосії, художниця розширила ці теми, посилаючись на фольклор і духовність, поєднуючи це з сучасною презентацію у яскравих кольорах. 

## Смерть і спадок
Стефанідес померла 24 березня 2012 року на 87-му році життя.  Її згадують як одну з провідних фігур 20-го століття, яка буда лідером розвитку сучасного мистецтва на Кіпрі.   Історик мистецтва Елені Нікіта охарактеризувала Стефанідес, як піонерку, заявивши, що її творчість «створила міст для руху кіпрського мистецтва, щоб досягти точки, в якій воно є сьогодні». 
Роботи Кеті Стефанідіс знаходяться в колекціях Візантійського музею архієпископа Макаріоса III, Художнього музею Лукії та Міхалакіса Замбеласа, Муніципальної художньої галереї Лімасола та Державної галереї сучасного кіпрського мистецтва.  У 2013 році в Галереї Апокаліпсису відбулася виставка Descendance, на якій були представлені раніше не виставлені роботи Стефанідес, її чоловіка Тасоса та їх сина Паноса. 